# فرودگاه تزو
فرودگاه تزو  (به انگلیسی: Tezu Airport) یک فرودگاه همگانی با کد یاتا TEI است . این فرودگاه در شهر تزو کشور هند قرار دارد و در ارتفاع ۱۸۳ متری از سطح دریا واقع شده است.